# Taktisk observatør (søværnet)
En taktisk observatør er en officer fra søværnet med navigatørbaggrund, der har fået ekstra uddannelse til at sidde i en skibsbaseret helikopters venstresæde. Her fungerer han som mission commander, der betyder at han dirigerer piloten så helikopteren til stadighed placeres taktisk fordelagtigt.
Uddannelsen tager cirka halvandet år, udover navigatøruddannelsen. Der startes med tre måneder på Flyveskolen og ved tilfredsstillende gennemførelse fortsættes uddannelsen lokalt i eskadrillen.